# Cianorte
Cianorte est une ville brésilienne de l'État du Paraná. Sa population était estimée à 76 456 habitants en 2014.